# Phaeoura ianthina
Phaeoura ianthina là một loài bướm đêm trong họ Geometridae.